# 김명식 (프로게이머)
김명식(1994년 11월 5일 ~ )은 대한민국의 스타크래프트 II 프로게이머이다. 종족은 프로토스이며,
길드 / 클랜 WHITE이며 아이디는 MyuNgSiK, , MyuNgSiK[WHITE]이다.
2012년 상반기 드래프트에서 KT 롤스터의 3차 지명으로 입단하였다.
2014년 9월 4일 KT 롤스터와 결별, 무소속 신분이 되었다.
2014년 9월 16일 프라임 입단을 공식 발표했다.
2015년 4월 20일 스타테일로 이적했다.
2015년 4월 28일 스타테일의 네이밍 스폰서 후원 계약 체결로 인하여 스베누 소속이 되었다.
2015년 8월 25일 스베누와 결별, 무소속 신분이 되었다.
2015년 9월 24일 TCM-Gaming 입단을 발표했다.
2016년 1월 14일 SK텔레콤 T1 이적을 공식 발표했다.
2016년 10월 SK텔레콤 T1의 스타크래프트 II 종목 팀 해체로 무소속 신분이 되었고 이후 오버워치 종목과 병행 하고있다.

## 거사조 운영
- 2014 핫식스 GSL 시즌3 코드S 32강 B조 승자전 1세트(님버스), 1세트 님버스 김명식(프, 5시) 승 vs 패 김도욱(테, 1시)

첫 세트에서는 김명식의 독특한 출발이 눈에 띄었다. 생더블을 시도한 김명식은 관문이 아닌 제련소를 먼저 지었고, 본진 입구를 광자포와 관문으로 막아 김도욱의 사신 정찰을 원천봉쇄했다. 그리고 불사조로 땅거미지뢰 드롭까지 차단하는 한편, 광자포를 늘리면서 거신과 불사조 생산에만 집중했다.
이후 김명식은 완벽한 ‘거사조’ 운영을 선보였다. 김명식은 유령을 포함한 바이오닉 부대가 들어오자 거신을 뒤로 뺀 채 불사조로 바이킹을 먼저 격추시켰고, 거신이 마무리 공격을 가하면서 연거푸 수비를 해냈다.
그리고 다수의 고위기사가 갖춰지자 거침없는 사이오닉 폭풍으로 더 빠르게 바이킹을 제거했다. 결국 김명식은 대규모 거신-불사조 부대로 김도욱의 해병과 불곰을 모두 제압하고 1승을 기록했다.
위 경기 이후 김명식 선수는 거사조의 아이콘이 되면서 스타2 프로토스 유저들의 우상이 된다.
정윤종, 원이삭, 김유진 등 수많은 프로토스 강세 유저들이 있음에도 불구하고 twitch 방송을 통해 거사조 운영을 유지하면서 특색있는 플레이로 전략적인 모습과 불사조와 지상군을 조합한 유닛의 운영으로 공허의 유산에서의 기대되는 활약을 팬들은 기대하고 있다.

## 주요 기록
- 2011년 제5회 스타크래프트 루키리그 준프로 선발전 입상
- 2013년 IEM Season VIII - Shanghai 16강
- 2014년 2014 WCS 코리아 시즌 1 핫식스 글로벌 스타크래프트 II 리그 코드 S 32강
- 2014년 2014 WCS 코리아 시즌 2 핫식스 글로벌 스타크래프트 II 리그 코드 S 32강
- 2014년 2014 WCS 코리아 시즌 3 핫식스 글로벌 스타크래프트 II 리그 코드 S 32강
- 2014년 Connecting Professional E-sports #1 8강
- 2014년 WECG 2014 한국대표선발전 스타크래프트 ll 부문 16강
- 2014년 PughCraft Invitational #2 3위
- 2015년 네이버 스타크래프트 II 스타리그 2015 시즌 1 16강
- 2015년 GiGA 인터넷 2015 KeSPA컵 시즌1 8강
- 2015년 2015 스베누 글로벌 스타크래프트 II 리그 시즌 2 코드 S 8강
- 2015년 2015 핫식스 글로벌 스타크래프트 II 리그 시즌 3 코드 S 32강
- 2015년 스베누 스타크래프트 II 스타리그 2015 시즌 3 8강
- 2015년 Gfinity Summer Masters II 4강
- 2015년 2016 핫식스 글로벌 스타크래프트 II 리그 프리시즌 2주차 우승
- 2016년 스타크래프트 II 스타리그 2016 시즌 1 16강
- 2016년 2016 핫식스 글로벌 스타크래프트 II 리그 시즌 1 코드 S 16강
- 2016년 2016 핫식스 글로벌 스타크래프트 II 리그 시즌 2 코드 S 4강
- 2017년 2017 핫식스 글로벌 스타크래프트 II 리그 시즌 1 코드 S 32강